# Antoine Laugier
Abbé Marc-Antoine Laugier (1711–1769), là một lý thuyết gia kiến trúc người Pháp. Ông nguyên là một thầy tu đạo Cơ Đốc và là một trong số các lý thuyết gia thuộc trường phái Vitruvius. Ông là tác giả của tác phẩm nổi tiếng "Luận về Kiến trúc" (Essai sur l'architecture).
Trong tác phẩm "Luận về Kiến trúc", ông xây dựng các nguyên tắc cơ bản cho kiến trúc. Theo ông, tất cả các sách vở đã có đều bị quá lệ thuộc vào Vitruvius. Ông cho rằng bản chất cái đẹp tuyệt đối không phụ thuộc vào thói quen và quy ước. Đó chính là bản chất của cái đẹp tự nhiên, còn vẻ đẹp trong kiến trúc chỉ đơn thuần là sự mô phỏng ngẫu nhiên những gì tồn tại trong tự nhiên. Từ đó, Laugier khẳng định rằng, kiến trúc phải xuất phát từ những quy luật trong tự nhiên. Laugier đã dựa trên sự diễn giải của mình về bí ẩn của túp lều nguyên thủy bằng gỗ để dẫn dến kết luận rằng các thức cột cổ điển Hy Lạp có nguồn gốc từ thân cây gỗ. Đó là hình ảnh đầu tiên của kiến trúc. Đối với ông, đó là sự hợp lý và thuận theo lẽ tự nhiên của công năng. Từ đó, Laugier tin rằng chân lý của kiến trúc thuộc về logic công năng và tất cả những gì còn lại thuộc về phạm trù đạo đức. Đó là một quan điểm tương đối hiện đại của thời kì đó. Chính ông là người đã khởi xướng cuộc tranh luận kéo dài trong suốt hai thế kỉ 19 vào 20 về vai trò của công năng trong kiến trúc. Laugier là một người nhiệt thành với kiến trúc Gothic vì tính duy lý, cách lấy ánh sáng độc đáo và sự phong phú của không gian. Tuy nhiên, quan điểm của ông có phần cực đoan khi cho rằng chỉ có những quy luật của ông là chân lý và ông không chấp nhận bất cứ sự chệch hướng nào.